# Distrés
En el campo de la medicina, el distrés (en francés: détresse; en inglés: distress; en árabe: ضائقة‎) o estrés negativo es un estado de angustia o sufrimiento en el cual una persona o animal es incapaz de adaptarse completamente a factores amenazantes o de demanda incrementada, en otras palabras, es la «inadecuada activación psicofisiológica que conduce al fracaso». Es un tipo de estrés crónico o nocivo que puede llegar a durar meses e incluso años.
Puede ser evidente en las personas por la interacción social o las relaciones interpersonales. El distrés es lo contrario del eustrés, un estrés positivo que produce alegría y satisfacción.
El término distrés a veces es asociado con el síndrome de Burnout, un trastorno relacionado con el estrés crónico.

## Factores de riesgo
El estrés puede ser provocado por el trabajo, la escuela, los compañeros, familiares y la muerte de un pariente o amigo.
La educación superior se relaciona con la reducción de la angustia psicosocial tanto en hombres y mujeres, y estos efectos persisten durante todo el proceso de envejecimiento, y no solo después de haber recibido una educación.

## Consecuencias
La persona que sufre de distrés puede sufrir de enfermedad cerebrovascular y otras como la cardiopatía isquémica. También se ve comprometida la capacidad física, como por ejemplo, fatiga, dolores de cabeza, disminución del deseo sexual, mareos, calambres, diarrea, náuseas, sequedad en la boca, palpitaciones, apneas, temblores, estreñimiento, entre muchas otras.
Entre los psíquicos está la falta de creatividad, comportamiento irracional, agresividad, inseguridad, falta de concentración, inflexibilidad, depresión, preocupación, impaciencia, entre otros.

## Prevención
La gente a menudo encuentra maneras de lidiar con el distrés. Por ejemplo, el hacer ejercicio es una buena actividad que relaja el cuerpo y la mente; por medio de los aeróbicos, la persona se siente más tranquila y serena ya que se liberan endorfinas del cuerpo. Además, la identificación de aquellos factores negativos también puede ayudar a contrarrestar la angustia.
El descansar de forma adecuada también disminuye los efectos del distrés, así como también, el escuchar música, meditar y ducharse.